# Sigmar Polke
Sigmar Polke (n. 13 februarie 1941, Oels – d. 10 iunie 2010, Köln) a fost un artist vizual german. 
Opera sa a fost considerată în mod eronat o variantă europeană a artei pop, datorită inspirației sale din publicitate. În 1963, a fost unul dintre fondatorii mișcării artistice a realismului capitalist⁠(d), alături de Gerhard Richter, critic la adresa consumerismului lumii occidentale.
Pictor și fotograf, Polke a experimentat cu o gamă largă de stiluri, teme și materiale. În anii 70 s-a concentrat pe fotografie, revenind la pictură în anii 80, domeniu în care a realizat lucrări abstracte, născute din reacția experimentală a vopselei cu alte componente chimice și diverse produse. În ultimii douăzeci de ani s-a dedicat temelor istorice și percepției acestora.